# Petar Baćović
Petar Baćović (en cyrillique :  Петар Баћовић), né en 1898 et mort en 1945, est un juriste et officier de réserve yougoslave, issu de la communauté serbe de Bosnie. Il fut, durant la Seconde Guerre mondiale, l'un des commandants du mouvement tchetnik dirigé par Draža Mihailović.

## Biographie
Petar Baćović, juriste de formation et officier de réserve de l'Armée royale yougoslave, devient durant l'été 1941, après l'invasion de la Yougoslavie, chef du cabinet du ministère de l'intérieur du gouvernement collaborateur serbe dirigé par Milan Nedić. En avril 1942, il quitte Belgrade pour rejoindre l'organisation dirigée par Draža Mihailović. Ce dernier l'envoie en Bosnie, et le charge de le représenter auprès des principaux chefs tchetniks de la région, Dobroslav Jevđević et Ilija Trifunović-Birčanin. Mihailović compte sur lui pour l'aider à mieux organiser son mouvement, dont les chefs sont éloignés les uns des autres en Yougoslavie occupée. Opposés à l'Axe sur le long terme, les Tchetniks sont reconnus par les Alliés comme mouvement de résistance interne en Yougoslavie. Ils font cependant, dans l'attente de l'arrivée des Alliés, le choix d'une collaboration tactique avec les occupants italiens afin de pouvoir combattre les Partisans communistes. Au printemps 1942, Baćović commande les troupes tchetniks du Sandžak, dans le cadre de l'offensive menée avec les Italiens pour chasser les Partisans du Monténégro occupé. Il contribue ensuite, en coopération avec Jevđević, à la collaboration des Tchetniks de Bosnie-Herzégovine avec les occupants italiens. Il est nommé par Mihailović commandant pour les troupes d'Herzégovine et de Bosnie centrale et orientale, en remplacement de Jezdimir Dangić qui a été arrêté par les Allemands et de  Boško Todorović qui a été tué par les Partisans. Il reçoit également, début 1943, le commandement d'une partie des Tchetniks qui participent à la Milice volontaire anti-communiste en Dalmatie du nord.
Sous la direction de Petar Baćović et d'autres commandants, les Tchetniks se livrent à des massacres de populations non-Serbes, visant essentiellement les Croates et les Musulmans. Baćović lui-même supervise des tueries qui se déroulent dans des conditions particulièrement barbares. En juillet 1942, les troupes de Jevđević et Baćović reprennent la ville de Foča aux Oustachis après avoir été appelés au secours par les Serbes qui y étaient massacrés par les fascistes croates ; mais les Tchetniks se livrent ensuite eux-mêmes à des pillages et à des massacres à l'encontre des Musulmans. En octobre, les troupes elles participent à l'opération Alfa, menée par les Italiens contre les Partisans : au cours de cette offensive, qui se déroule dans la région de Prozor-Rama en Herzégovine, les Tchetniks brûlent plusieurs villages et tuent environ 500 Croates et Musulmans, avant de devoir retirer leurs forces à la demande du gouvernement de l'État indépendant de Croatie. 
En février-mars 1943, les troupes de Baćović participent à l'opération Weiss et tentent de barrer la route des Partisans dans la région de la Neretva. Les Tchetniks sont cependant mis en déroute par les hommes de Tito.
En février 1944, Baćović et un autre commandant tchetnik, Vojislav Lukačević, accompagnent à Londres le colonel britannique William S. Bailey, jusque-là agent de liaison auprès des Tchetniks, qui est rapatrié au Royaume-Uni. Lukačević représente notamment Mihailović au mariage du roi Pierre II, qui épouse alors à Londres la princesse Alexandra de Grèce. Leur retour en Yougoslavie se passe cependant dans des conditions chaotiques, les Britanniques étant alors en train de retirer leur appui à Mihailović pour soutenir exclusivement les Partisans de Tito.
Lors de l'offensive de Belgrade, les Partisans prennent le contrôle du territoire serbe grâce à l'aide de l'Armée rouge. Les Tchetniks sont chassés de leur principal territoire. Mihailović rassemble les restes de ses forces en Bosnie, mais sa stratégie est contestée par le chef monténégrin Pavle Đurišić, qui souhaite rejoindre la Slovénie pour former une alliance avec les autres forces anticommunistes. Baćović, avec d'autres officiers tchetniks comme Zaharije Ostojić, rompt avec Mihailović pour suivre Đurišić en direction de la Slovénie. Mais en chemin, ils sont attaqués et mis en déroute par l'armée des Oustachis. Baćović, avec les autres chefs tchetniks, est capturé et mis à mort, peut-être au camp de concentration de Jasenovac.